# Astra Bus
Astra Bus est une société roumaine de carrosserie industrielle et d'assemblage d'autobus et trolleybus. Elle est implantée à Arad ville située à l'ouest de la  Roumanie. La société a été créée en 1996 à la suite de la privatisation de la société d'État « Astra Vagoane Arad », complexe industriel spécialisé dans la construction de matériel ferroviaire.
Depuis 2003, elle appartient à Cefin Holding Group et s'est consacrée à la fabrication de véhicules de transport de personnes : autobus, autocars, trolleybus et minibus. Elle a passé un accord de coopération avec le groupe italien Iveco et sa filiale Iveco Bus pour lui fournir des châssis motorisés à carrosser. Elle distribue ses produits essentiellement sur le marché roumain. Les minibus sont construits sur des bases Iveco mais aussi parfois Mercedes-Benz ou Volkswagen.

## Production
- Ikarus 415 T
- Irisbus Agora
- Irisbus Citelis
- Iveco Urbanway Town 118
- Iveco New Daily
- Mercedes-Benz Sprinter
- Volkswagen Crafter

La société Astra Bus Arad, un des deux seuls constructeurs roumains avec « Roman Brasov », a été mise sous administration judiciaire en avril 2014.

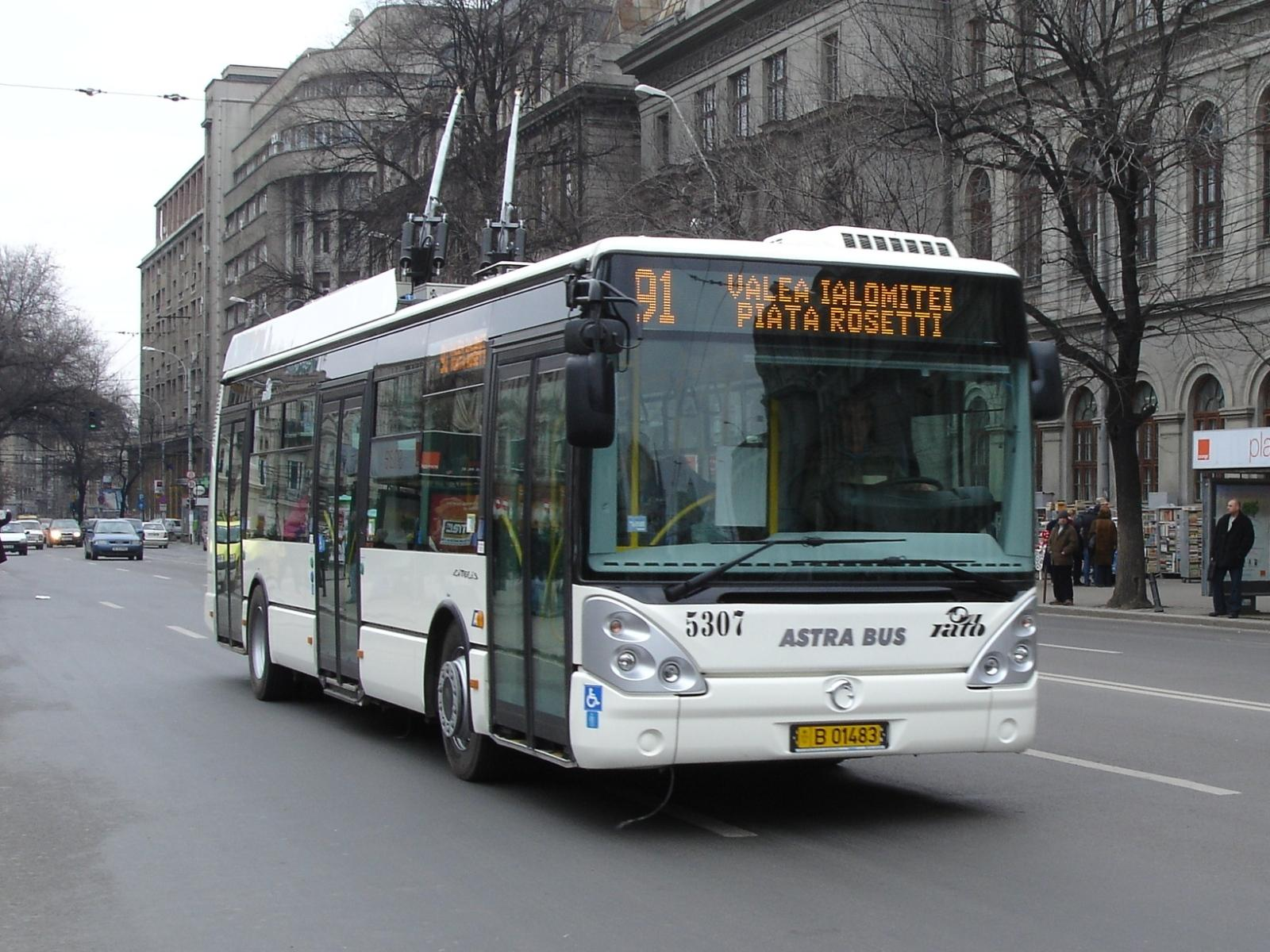
Trolleybus Astra Bus Iveco-Citelis à Bucarest

Malgré un carnet de commandes conséquent, l'activité est très réduite du fait du report systématique des commandes passées par les grandes municipalités du pays et dans le lancement de nouveaux appels d'offres pour l'achat de nouveaux véhicules. Astra Bus a été retenu à la suite d'un appel d'offres pour l'achat de bus en Bulgarie, mais la commande a été repoussée d'un an.
Le passif d'Astra bus s'élève à la somme relativement modique de 1,5 million d'euros, d'autant que les biens immobiliers (immeubles et terrains) sont estimés à plus d'un million d'euros. Un contrat de 10-12 autobus permettrait de rétablir les finances de la société.
La société « Astra Bus Arad » fait partie de "Cefin Holding Group", détenu par Iulian Popa et la famille Gavra Cristian et Aurora. Elle compte 50 salariés et le chiffre d'affaires s'élève à 5 millions d'euros par an en moyenne.

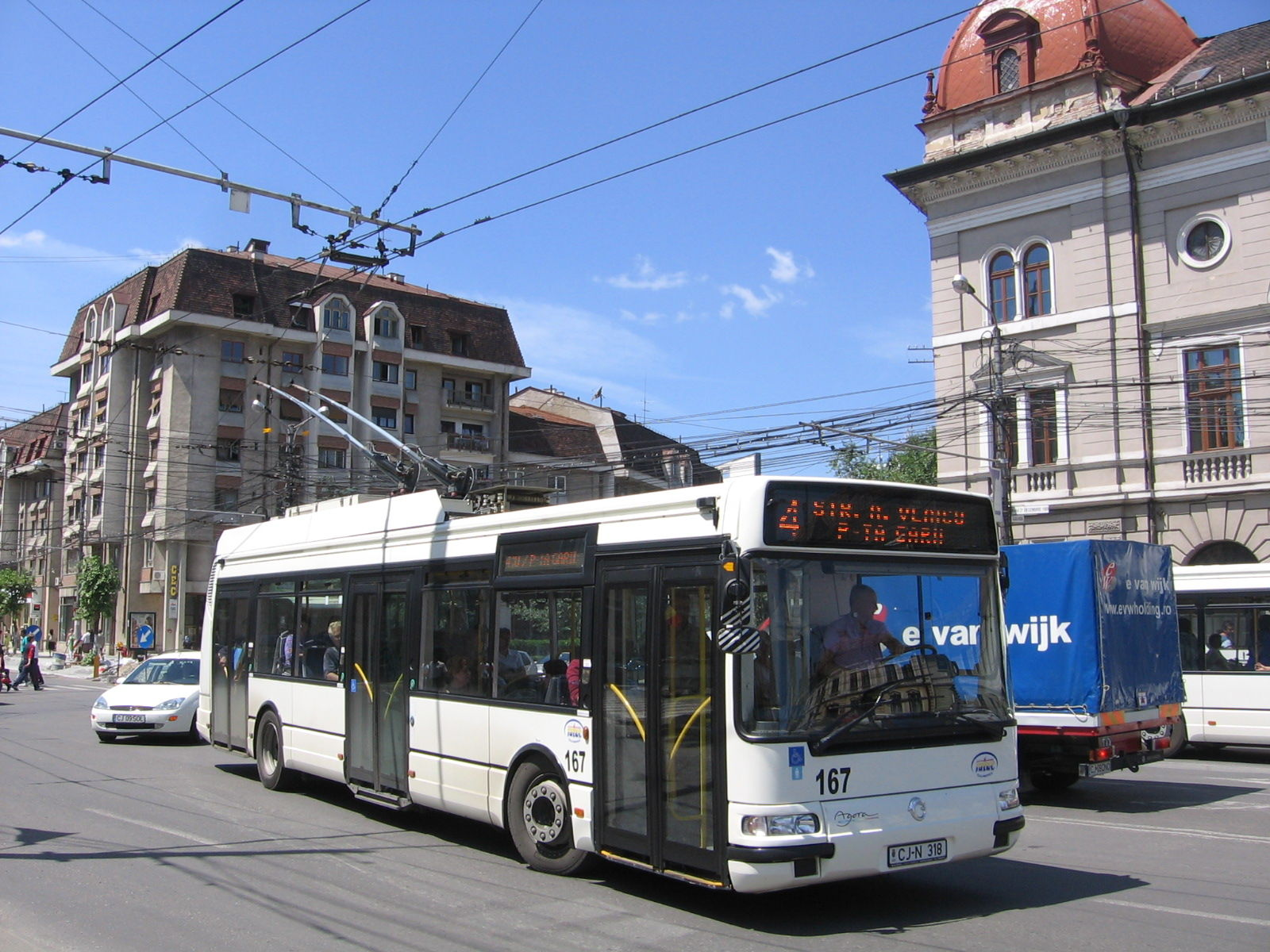
Trolleybus Astra Bus Agora à Cluj - Roumanie

Au cours des dernières années, la société a fourni plusieurs trolleybus pour les  villes de Cluj et Galati. Un marché très important et toujours reporté depuis 10 ans est le remplacement des trolleybus de Bucarest. Un trolley Astra Bus coûte en moyenne 260,000 euros, le maire de Bucarest, Sorin Oprescu, a annoncé que la RATB aurait besoin rapidement d'environ 50 nouveaux trolleybus.
RATB dispose d'une flotte de 300 autobus Astra, les Citelis 12T et 415T, des modèles achetés entre 1997 - 2008. Les autobus en service ont tous été fabriqués par Astra Bus en collaboration avec le constructeur hongrois Ikarus et italien Iveco Bus.